# Licibořice

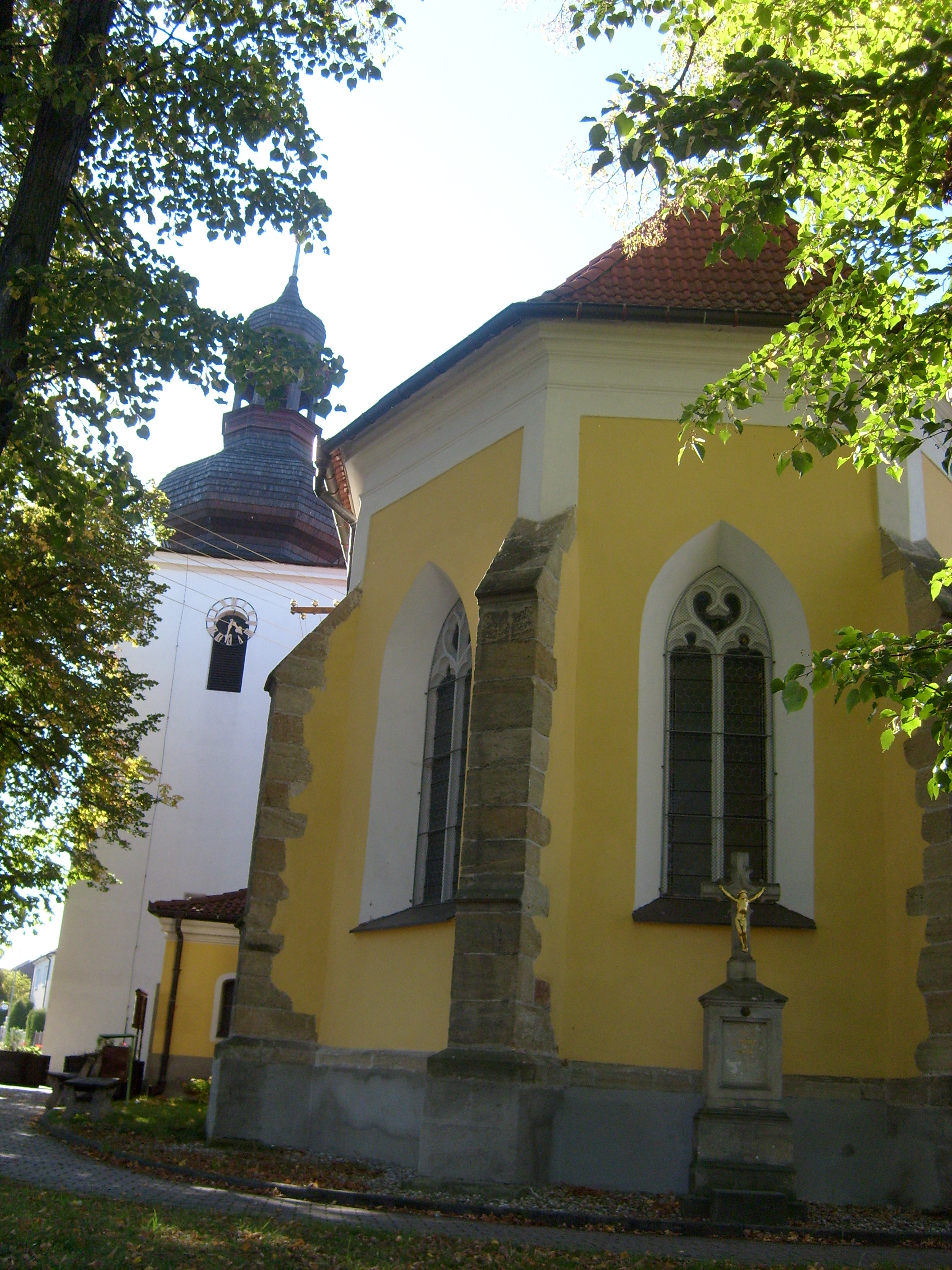
Kirche des Erzengels Michael

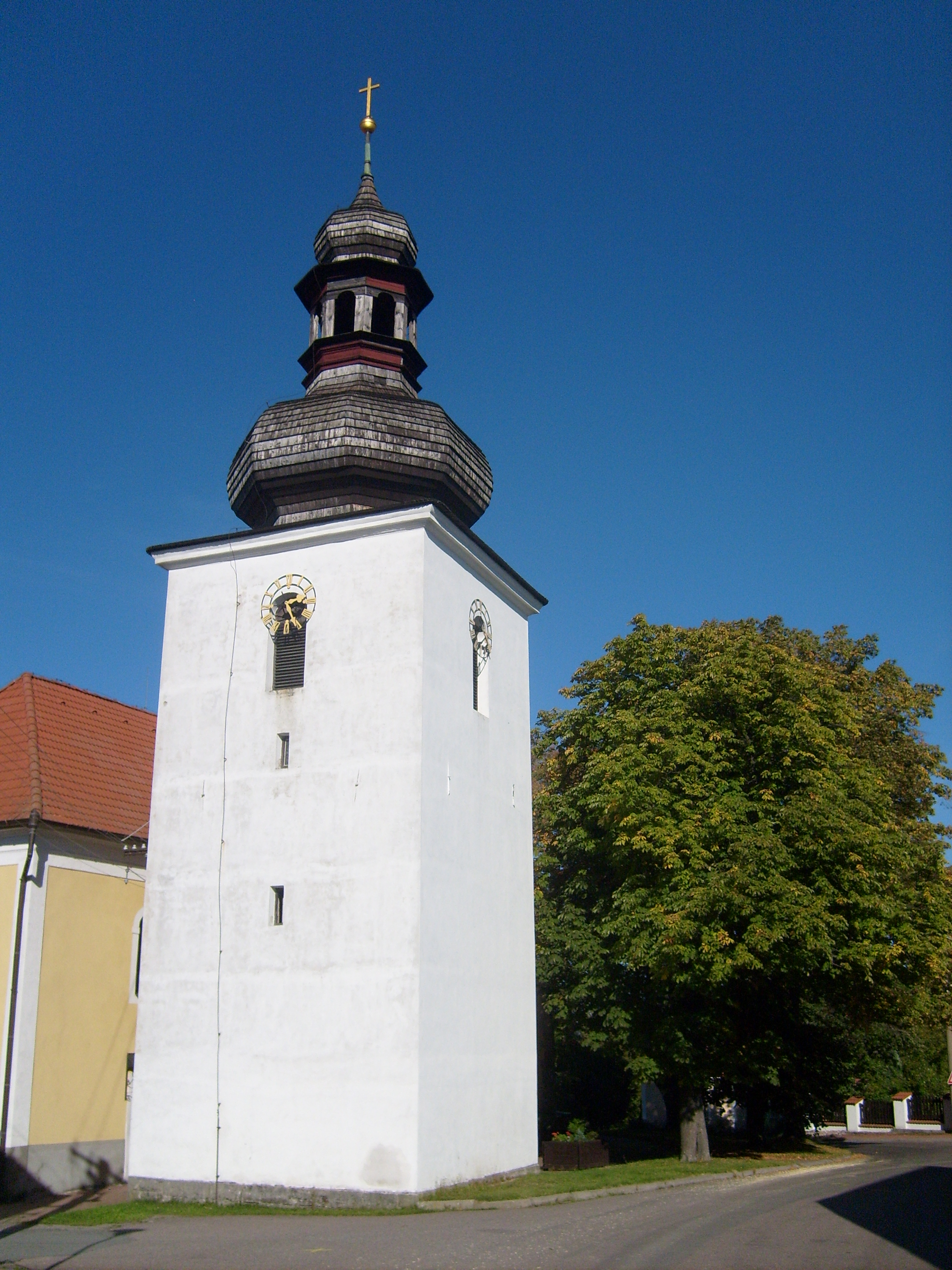
Glockenturm

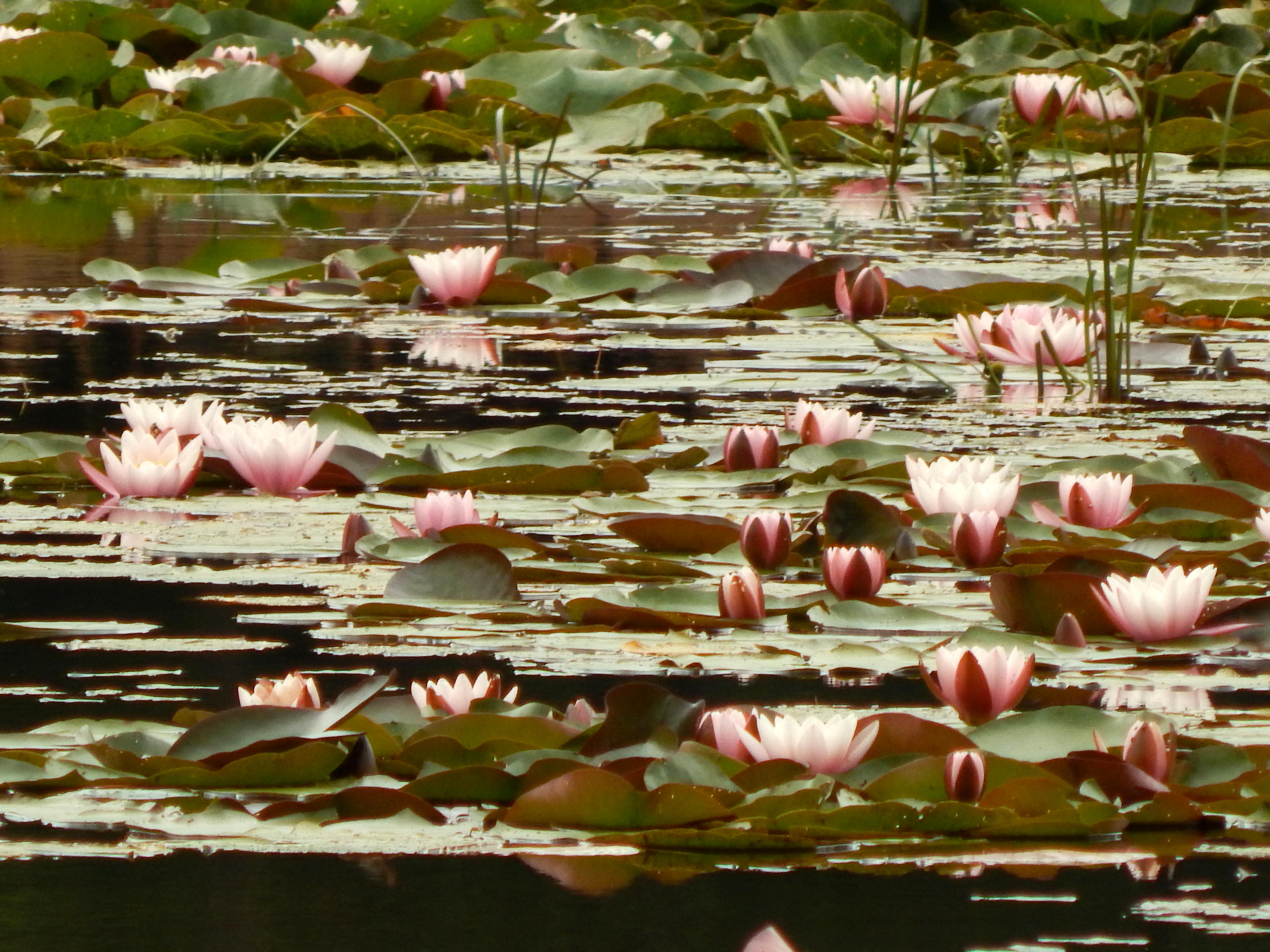
Boušovka

Licibořice (deutsch Litziborschitz) ist eine Gemeinde in Tschechien. Sie liegt fünf Kilometer nordwestlich von Nasavrky und gehört zum Okres Chrudim.

## Geographie
Licibořice befindet sich am Bach Licibořický potok im Eisengebirge (Železné hory). Das Dorf liegt am Rande des Landschaftsschutzgebietes CHKO Železné hory. Östlich erstreckt sich das Slawitzer Wildgehege (Slavická obora). Im Norden erhebt sich die Jedlina (415 m n.m.), südöstlich die Na Vyhlídce (452 m n.m.) und im Nordwesten die Na Chocholce (452 m n.m.).
Nachbarorte sind Čejkovice, Rabštejn, Smrkový Týnec und Týnecká hájovna im Norden, Šiškovice im Nordosten, Výškov und Práčov im Osten, Mešiny, Slavice und Hradiště im Südosten, České Lhotice, Kopáčov, Křižanovice, Mezisvětí 1. díl und Požáry im Süden, Spáleniště, Samařov und Nové Lhotice im Südwesten, Liboměřice und Petříkovice im Westen sowie Mladoňovice, Pohořalka und Lipina im Nordwesten.

## Geschichte
Die erste schriftliche Erwähnung von Lycyboricz erfolgte 1329, als der Abt Jaroslav und der Prior Všeslav des Benediktinerklosters Wilmzell den wüsten Bojanover Sprengel mit Ausnahme von Křižanovice an Heinrich von Lichtenburg zur Wiederbesiedlung überließen. Der Bojanover Sprengel kam damit unter die Verwaltung der Lichtenburg. Seit 1349 ist in Lucziboricz eine dem Bistum Litomyšl zugeordnete Pfarrei nachweislich; der Ort war neben Bojanov eines der beiden Pfarrdörfer des Sprengels.
Zum Ende des 14. Jahrhunderts erwarb das Kloster das Gebiet zurück, im 15. Jahrhundert kam Licibořice zu den Gütern der Burg Oheb. Die Herren Trčka von Lípa veräußerten die Oheber Güter 1555 an Wenzel Robenhaupt von Sucha. 1564 teilten die Söhne des Sigismund Robenhaupt von Sucha, Wenzel und Albrecht, die Güter der wüsten Burg Oheb unter sich auf. Das Gut Bojanov wurde dabei an die Herrschaft Seč angeschlossen. 1628 verkaufte Johann Záruba von Hustířan die Herrschaft Seč mit Bojanov an den kaiserlichen Oberstleutnant Francois de Couriers, der sie mit seiner Herrschaft Nassaberg vereinigte. Nach dem Tod seines Sohnes und Erben Emanuel de Couriers († 1663) fiel die Herrschaft Nassaberg mit Seč und Bojanov dessen Mutter, Rosina de Couriers, geborene von Heiden zu, die in zweiter Ehe mit Nikolaus von Schönfeld verheiratet war. 1753 fiel die Herrschaft Nassaberg Johann Adam von Auersperg als Universalerben des mit Joseph Franz von Schönfeld († 1737) erloschenen Grafengeschlechts von Schönfeld zu.
Die Pfarrei Licibořice erlosch während des Dreißigjährigen Krieges, die Kirche St. Michael wurde zur Filiale des Bojanover Pfarrers. Im Zuge der Josephinischen Reformen erfolgte die Erhebung der Kirche zur Lokalkirche, 1785 wurde auf Rechnung des Religionsfonds der erste Lokalist angestellt. Der Genuss des Zehnts und der Grundstücke der ehemaligen Pfarrei verblieb beim Pfarrer von Bojanov.
Im Jahre 1835 bestand das im Chrudimer Kreis gelegene Dorf Litzibořitz bzw. Ličibořiče aus 17 Häusern, in denen 112 Personen, darunter 5 protestantische und eine jüdische Familie, lebten. Unter dem Patronat des Religionsfonds standen die Lokalkirche des hl. Michael, die Lokalie und die Schule. Litzibořitz war Pfarrort für Schischkowitz (Šiškovice), Křižanowitz, Teinitz (Smrkový Týnec), Liboměřitz, Petřikowitz (Petříkovice), Deblau (Deblov), Rabstein (Rabštejn), Lipina, Slawitz (Slavice), Mladonowitz, Megtka (Mýtka) und Pohořalka mit den zugehörigen Einschichten.  Bis zur Mitte des 19. Jahrhunderts blieb Litzibořitz der Herrschaft Nassaberg untertänig.
Nach der Aufhebung der Patrimonialherrschaften bildete Lícibořice ab 1849 mit den Ortsteilen Deblov, Křižanovice, Liboměřice, Lipina, Mladoňovice, Mýtka, Petříkovice, Pohořalka, Rtenín, Šiškovice und Slavice eine Gemeinde im Gerichtsbezirk Nassaberg. Ab 1868 gehörte die Gemeinde zum politischen Bezirk Chrudim. 1869 hatte Licibořice 128 Einwohner. Im Jahre 1900 lebten in dem Dorf 131 Personen, 1910 waren es 138. 1910 wurde die Aufteilung der Gemeinde Licibořice in die vier Gemeinden Licibořice, Deblov, Křižanovice und Liboměřice genehmigt; bei Licibořice verblieben die Ortsteile Slavice und Šiškovice 1. díl. 1964 erfolgte die Eingemeindung nach Liboměřice. Seit dem 31. August 1990 besteht die Gemeinde Licibořice wieder.

## Gemeindegliederung
Die Gemeinde Licibořice besteht aus den Ortsteilen Licibořice (Litziborschitz), Slavice (Slawitz) und Šiškovice (Schischkowitz). Zu Licibořice gehört zudem die Einschicht Mešiny. Grundsiedlungseinheiten sind Licibořice und Šiškovice.

## Sehenswürdigkeiten
- Kirche des Erzengels Michael, die seit 1350 bestehende, ursprünglich spätgotische Kirche wurde im 18. Jahrhundert barock umgestaltet.
- Barocker Glockenturm neben der Kirche
- Wildgehege Slavická obora mit zahlreichen Teichen. Der Teich Boušovka mit seiner Seerosenpopulation ist als Naturdenkmal ausgewiesen.
- Das südlich des Wildgeheges befindliche Chrudimkatal ist als Naturreservat Krkanka unter Schutz gestellt.
- Turm mit Windrad der ehemaligen Wasserversorgung
- Babiččin dvoreček (Großmutterhof), das 400-jährige Bauerngut wurde 2011–2012 saniert, um Kindern die frühere Haltung von Haustieren wie Ziegen, Kühe, Pferde und Trudhühnern erlebbar zu machen. Angeschlossen ist die Dědečkova obůrka, ein kleines Wildgehege mit Mufflons, Hirschen, Wildschweinen und Fasanen.[6]